# NGC 4866
NGC 4866是位於室女座的一個棒透鏡星系，距離大約一億光年。英國天文學家威廉·赫歇爾爵士於1787年1月14日首次觀測到它。它是室女座星系團的成員之一。
2015年4月1日，超新星全天自動巡天（ASAS-SN）項目發現了一個明亮的光源，並將其命名為「SASSN-15ga」。其來源可能是一顆Ia型超新星。

## 圖集

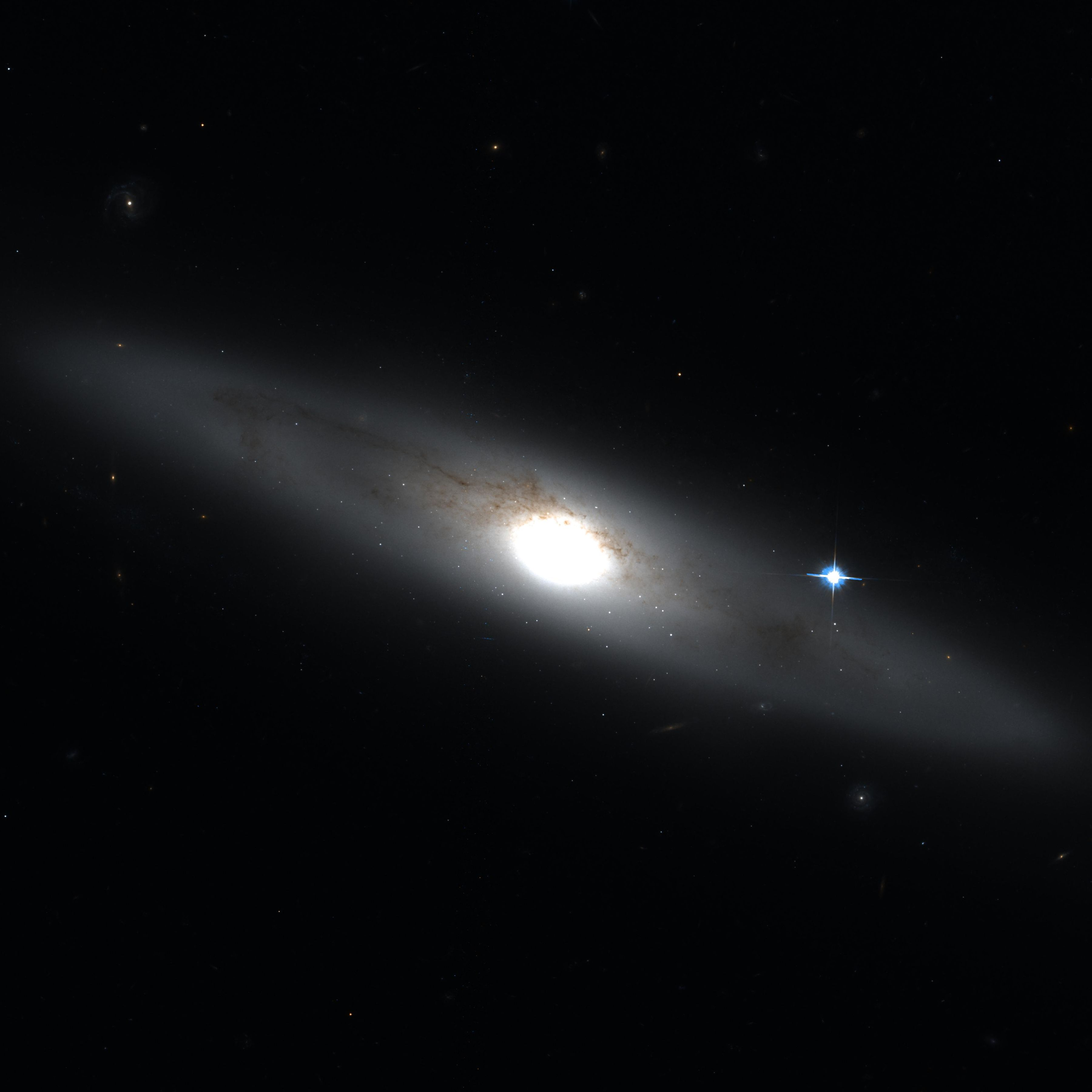
哈伯太空望遠鏡拍攝的NGC 4866。
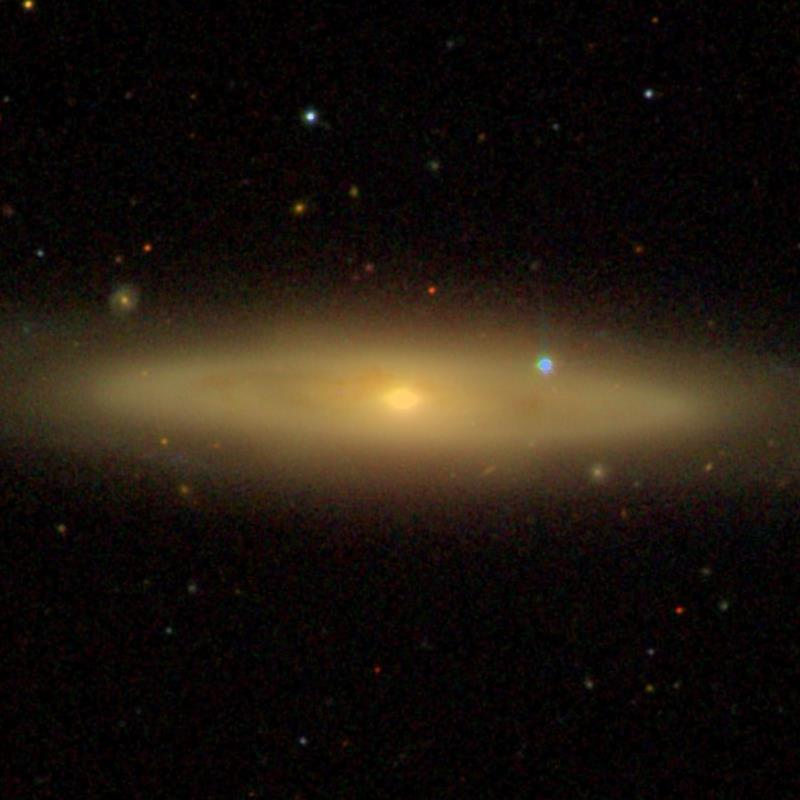
史隆數位巡天拍攝的NGC 4866。
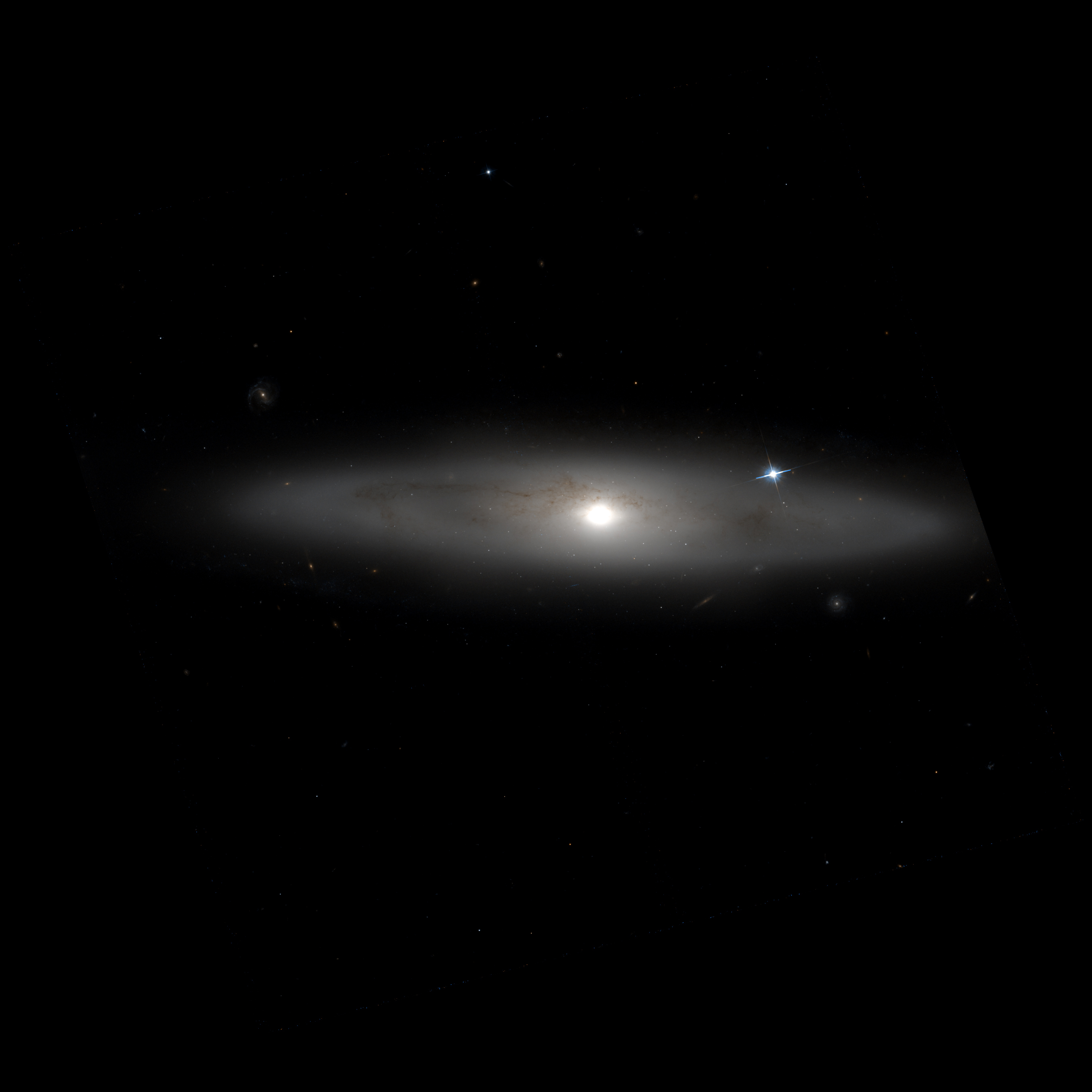
HST拍攝的NGC 4866。

## 外部連結
- 维基共享资源上的相關多媒體資源：NGC 4866